# Guhrow
Guhrow (dolnołuż. Góry) – gmina w Niemczech, w kraju związkowym Brandenburgia, w powiecie Spree-Neiße, wchodzi w skład urzędu Burg (Spreewald)..